# Daniello Marco Dolfin
Daniello Marco Dolfino ou Daniel Marc Delfin (né le 5 octobre 1653 à Venise, alors dans la république de Venise et mort à Brescia le 5 août 1704) est un cardinal italien de la fin du XVIIe et du début du XVIIIe siècle, membre de la noble famille Delfin. Il est un petit-neveu du cardinal Jean Delfin (1604) et un neveu du cardinal Jean Delfin (1667).

## Biographie
Dolfin exerce des fonctions au sein de la curie romaine, notamment comme référendaire au tribunal suprême de la Signature apostolique. Il est vice-légat à Avignon de 1692 à 1696. Il est élu archevêque titulaire de Damas (de) et envoyé comme nonce apostolique en France en 1696. Delfin est transféré au diocèse de Brescia en 1698.
Le pape Innocent XII le crée cardinal lors du consistoire du 14 novembre 1699. Il est abbé commendataire de Rosazzo. Delfin participe au conclave de 1700, lors duquel Clément XI est élu.

## Succession apostolique
Daniello Marco Dolfin a ordonné les évêques suivants :
- Évêque Francesco Andrea Grassi (it) (1700)
- Patriarche Marco Gradenigo (it) (1701)